# 青ドン
『青ドン』（あおドン）は、2007年6月より株式会社ミズホが開発、アルゼ株式会社が販売する5号機のパチスロ機。保安通信協会（保通協）における型式名は「青ドン1」。販売台数は2008年3月末時点で約90,000台。

## 概要
1998年にユニバーサルから発売された4号機のパチスロ機である『ハナビ』の後継機とされ、ボーナスによりコインを増やしていくゲーム性となる。天井RTはビッグ後は1200G、ボーナスゲーム後は800Gを超えると発動し、以後はコインが微増する。ハナビのゲーム性を5号機の規定内で出来る限り再現している。筐体は『バトルシーザーXXX』ですでに採用されている新型のX筐体を使用している。リールは液晶画面の下部にやや小さくなって配置されている（『デュエルドラゴン』や『ミリオンゴッド』の液晶画面の窓の中にリールが入り、リールの位置を含む前面全体が液晶画面になっているイメージ）。

## ゲーム性
ボーナスはドンBIG、赤7BIGのビッグチャンス(403枚を超える払い出しで終了・純増最大362枚)と赤7・赤7・BARのボーナスチャンス（レギュラーボーナス=8回小役入賞または12G）の3種類。BIGはドンBIGが主体となる。赤7BIGについては設定間で出現率の較差がつけられている。ビッグチャンスの演出についてはいくつかのパターンから選択できる。主にドン（お台場花火大会演出）と葉月（縁日演出）の二択であるが、ビッグチャンス終了後100G以内で再びビッグチャンスに当選した場合やRT中でビッグチャンスに当選した場合に親方ビッグ（全国花火大会めぐり+ドンとの対決演出）が選択できる。
ゲーム性の継承ということでいえば、リールの出目に関しては旧ハナビのリーチ目である右リール下段にチェリー付き7が止まった場合のリプレイハズレ、中段氷ハズレなどのリーチ目が継承されている。特に5号機の特徴である重複抽選を活かしたことで、前出の斜め氷が揃った場合にも50パーセントの確率で重複抽選に当選するため（＝重複抽選当選時に氷の右上がりラインで止まりやすい）、特に斜め氷については揃っても外れてもアツい出目となっている。勿論3連ドンの一確目も継承されている。
重複抽選についてはリプレイを除く全ての出目に可能性があり、最も期待できるのが前出の斜め氷揃いである。チェリーについては中段チェリーが強い。
また、敢えて液晶演出を曖昧にすることでリール上でのリーチ目などによって確定告知以前にボーナス当選を察知出来るようにしている。
なお、ボーナスの種類の告知は確定告知1G後の小役不成立時にされる。
ビッグチャンス中にも獲得枚数を増やす（払い出し枚数を有効に使う）ための方法がある。それは通常は15枚役を揃えていくことになるが、予告音発生時に特殊14枚役をビタ押しによって2回獲得して枚数調整を行うものである。また、BIG中に関して、適当に押すと取りこぼすことで獲得枚数が減ってしまうので注意が必要である（氷・チェリー時）。
液晶画面では花火職人であるドン、親方、葉月（親方の娘）を中心キャラクターに据えて花火打ち上げなどに関する演出が行われる。
特にビッグボーナス時の画面上の演出に設定毎の差がつけられている（打ち上げられる花火の種類や終了時のQRコードの種類）。
ビッグボーナス絵柄を揃えたときに第3停止ボタンをしばらく押した後、効果音が鳴ってから離した場合、BGMがボーカル入りに変化する(葉月・ドン・親方ビッグそれぞれに用意されている)。
本機種では従来のアルゼ系5号機（クランキーコンドルX、サンダーVスペシャル等）の3段階設定（設定1/4/6）の上に新たに「設定H」が加わり、他メーカー（ネット、山佐、三共等）と同等の4段階設定が採用された。

## ボーナス抽選確率
| 設定 | 赤7BIG              | ドンBIG             | REG                |
| ---- | ------------------- | ------------------- | ------------------ |
| 1    | 1/1365.3 (48/65536) | 1/504.1 (130/65536) | 1/936.2 (70/65536) |
| 4    | 1/1213.6 (54/65536) | 1/468.1 (140/65536) | 1/885.6 (74/65536) |
| 6    | 1/1057.0 (62/65536) | 1/431.2 (152/65536) | 1/840.2 (78/65536) |
| H    | 1/923.0 (71/65536)  | 1/397.2 (165/65536) | 1/799.2 (82/65536) |